# ستسوكو شينودا
ستسوكو شينودا (باليابانية: 篠田節子)‏ (23 أكتوبر 1955 في طوكيو - ) مؤلفة، وروائية، وكاتِبة، وكاتبة خيال علمي من اليابان.